# Bæjarás (ås i Island, lat 66,48, long -15,98)
Bæjarás är en ås i republiken Island. Den ligger i regionen Norðurland eystra, 400 km nordost om huvudstaden Reykjavík.